# Gare d’Aubiat
Gare d'Aubiat – przystanek koleowy w Aubiat, w departamencie Puy-de-Dôme, w regionie Owernia-Rodan-Alpy, we Francji. Jest zarządzany przez SNCF (budynek dworca) i przez RFF (infrastruktura).
Przystanek jest obsługiwana przez pociągi TER Auvergne.

## Położenie
Znajduje się na linii Saint-Germain-des-Fossés – Nîmes, w km 393,925, pomiędzy stacjami Aigueperse i Pontmort, na wysokości 341 m n.p.m.

## Linie kolejowe
- Saint-Germain-des-Fossés – Nîmes